# Julia Przyłębska

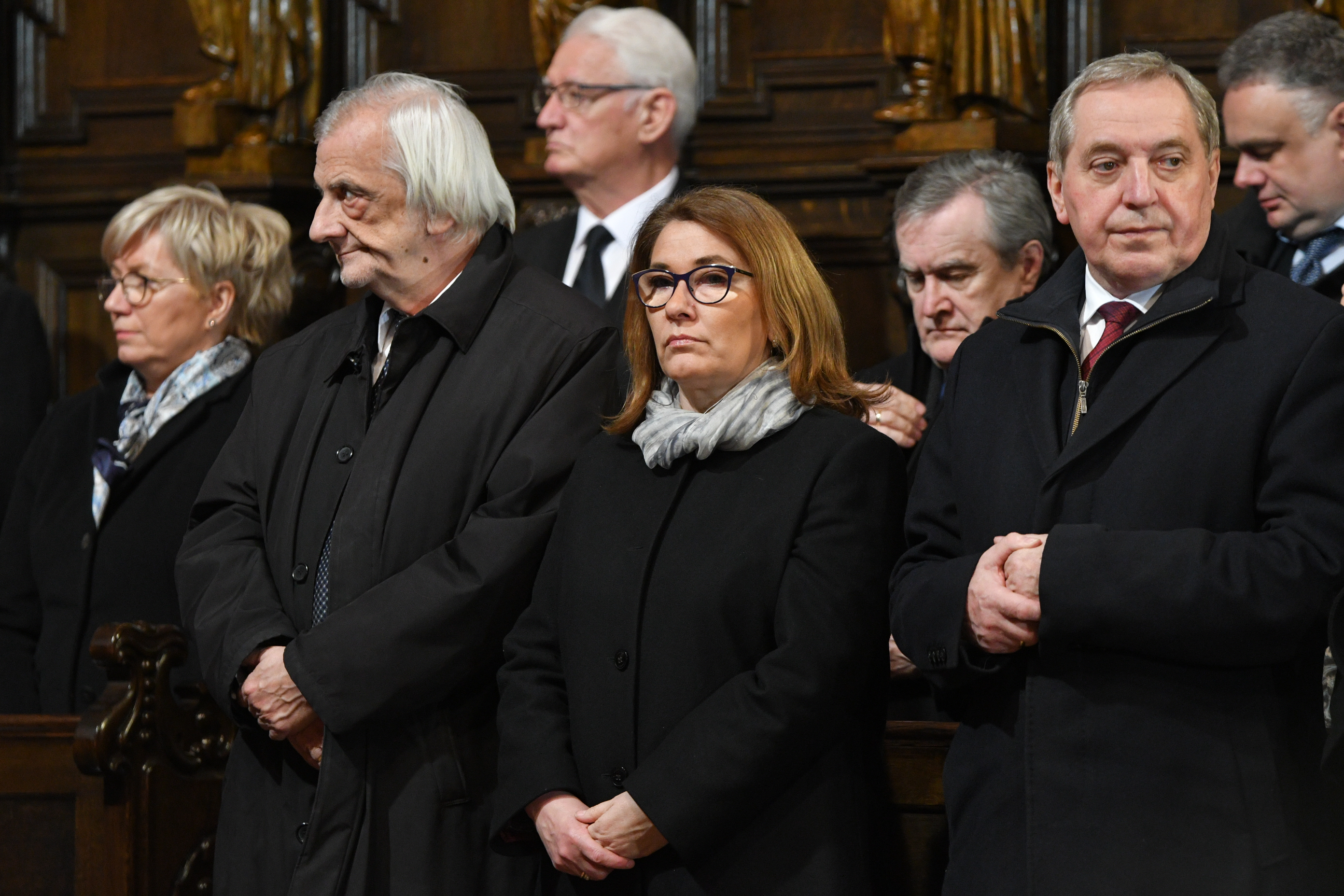
Julia Przyłębska w bazylice św. Jana Chrzciciela w Warszawie w trakcie mszy za ofiary katastrofy smoleńskiej (w 9. rocznicę)

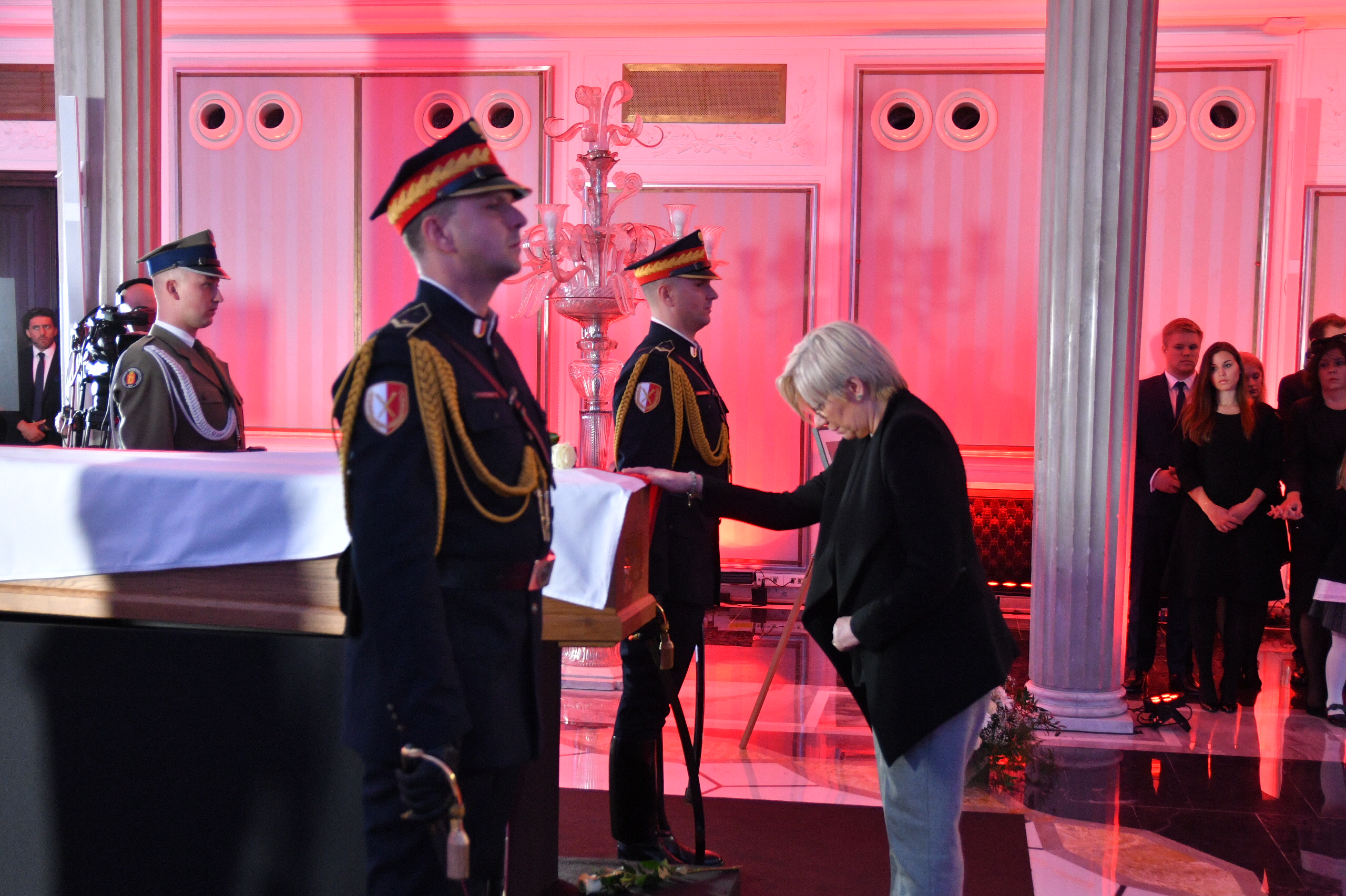
Julia Przyłębska podczas uroczystości pożegnania marszałka seniora Kornela Morawieckiego w Sali Kolumnowej

Julia Anna Przyłębska z domu Żmudzińska (ur. 16 listopada 1959 w Bydgoszczy) – polska prawniczka, w latach 2015–2024 sędzia Trybunału Konstytucyjnego. W grudniu 2016 p.o. prezesa, a od 21 grudnia 2016 do 29 listopada 2024 prezes TK (sporne jest, czy została skutecznie powołana na prezesa TK), od 29 listopada 2024 do 9 grudnia 2024 sędzia kierująca pracami TK.

## Życiorys

### Wykształcenie
W 1978 ukończyła I Liceum Ogólnokształcące im. Karola Marcinkowskiego w Poznaniu, a w 1982 studia prawnicze na Wydziale Prawa Uniwersytetu im. Adama Mickiewicza w Poznaniu. Na pierwszym roku studiów zapisała się do Socjalistycznego Związku Studentów Polskich. Według oświadczeń składanych w dokumentach paszportowych działała w Radzie Wydziałowej SZSP. Podczas studiów działała również w Niezależnym Zrzeszeniu Studentów. Następnie odbyła aplikację sądową oraz złożyła z wynikiem dostatecznym egzamin sędziowski, po czym orzekała jako asesor sądowy w okręgu Sądu Wojewódzkiego w Poznaniu. W 1988 rozpoczęła pracę jako sędzia Sądu Rejonowego w Poznaniu, gdzie orzekała w wydziale cywilnym nieprocesowym.

### Praca jako sędzia
W 1991 została delegowana do orzekania w Wydziale Ubezpieczeń Społecznych Sądu Wojewódzkiego w Poznaniu, otrzymując nominację na sędziego sądu wojewódzkiego. W latach 90. jako sędzia SW w Poznaniu była również wiceprzewodniczącą Wojewódzkiej Komisji Wyborczej w Poznaniu. W 1998 zrzekła się urzędu sędziego.
Od 1998 do 2001 pracowała jako konsul i dyplomata w Ambasadzie RP w Kolonii i Berlinie. Wspierała Fundację „Polsko-Niemieckie Pojednanie” podczas negocjacji z Niemcami w sprawie odszkodowań dla obywateli polskich za pracę przymusową w czasie II wojny światowej.
W 2001 złożyła wniosek o powołanie na sędziego Sądu Okręgowego w Poznaniu. Jej kandydatura została negatywnie zaopiniowana przez właściwe organy Sądu Okręgowego z uwagi na liczne błędy przy wydawaniu orzeczeń, ponadprzeciętną liczbę uchylanych wyroków oraz wysoką absencję w pracy, co złożyło się na konkluzję, że jej powrót do orzekania byłby niekorzystny dla wymiaru sprawiedliwości. Do przyczyn licznych uchyleń wyroków wydanych przez Julię Przyłębską należało, między innymi, nieprzeprowadzanie postępowania dowodowego przed wydaniem wyroku, obraza prawa materialnego, pomijanie w orzeczeniach podstawowych faktów sprawy, naruszanie granic swobodnej oceny dowodów oraz dokonywanie ustaleń sprzecznych z aktami spraw. Dwukrotnie sąd wyższej instancji nakazał wpisanie uwag do akt personalnych Julii Przyłębskiej w związku z „rażącym naruszeniem prawa przez wydanie wyroku po rozprawie, o której strony nie zostały zawiadomione oraz rozstrzygnięciem o roszczeniu prawomocnie osądzonym”, a także w związku z „rażącym naruszeniem prawa przez sporządzenie wyroku nie zawierającego ustaleń faktycznych, analizy zgromadzonych dowodów ani wyjaśnienia podstawy prawnej”. Jednak w 2001 po przedstawieniu wniosku przez Krajową Radę Sądownictwa postanowieniem prezydenta RP z 30 października 2001 została powołana na sędziego Sądu Okręgowego w Poznaniu i w tym samym roku podjęła ponownie orzekanie.
W 2003 ponownie zrzekła się stanowiska sędziego, rozpoczynając służbę dyplomatyczną w Ambasadzie RP w Berlinie. Była m.in. członkiem grupy negocjującej odszkodowania z tytułu pracy przymusowej obywateli polskich na rzecz III Rzeszy, była odpowiedzialna za współpracę Rzecznika Interesu Publicznego z tak zwanym Urzędem Gaucka (zajmującym się aktami Stasi). Do jej obowiązków należało nawiązanie kontaktów między tymi urzędami oraz koordynowanie współpracy IPN z Urzędem Gaucka. Była członkiem zespołu ds. pozyskiwania informacji przez obywateli polskich z archiwum Międzynarodowej Służby Poszukiwań (ITS) w Bad Arolsen. W 2006 zajmowała się zwrotem nieruchomości nabytej przez rząd RP w 1939 na budowę Instytutu Polskiego w Berlinie. Przygotowywała również analizy prawne dla Ministerstwa Spraw Zagranicznych. W latach 2005–2007 koordynowała rozmowy w sprawie przyznania Polonii w Niemczech statusu mniejszości etnicznej i odszkodowań związanych z działaniami III Rzeszy wobec Polski i jej obywateli.
Postanowieniem prezydenta RP z 19 marca 2007 powróciła do orzekania w Sądzie Okręgowym w Poznaniu. Była wiceprzewodniczącą, a w 2015 została przewodniczącą wydziału ubezpieczeń społecznych. Krzysztof Józefowicz, prezes Sądu Apelacyjnego w Poznaniu (w latach 2007–2011), który pracował z Julią Przyłębską w tym czasie, podkreślał w wywiadzie dla portalu wPolityce, że nie miał zastrzeżeń do jej pracy oraz wysoko oceniał jej wiedzę merytoryczną i kompetencje.

### Praca w Trybunale Konstytucyjnym
1 grudnia 2015 sejmowa Komisja Sprawiedliwości i Praw Człowieka pozytywnie zaopiniowała jej kandydaturę – wysuniętą przez Prawo i Sprawiedliwość – na sędziego Trybunału Konstytucyjnego. Następnego dnia Sejm głównie głosami posłów PiS wybrał ją na sędziego TK, określając w uchwale początek jej kadencji na dzień 9 grudnia 2015 (na to samo miejsce w Trybunale Konstytucyjnym Sejm VII kadencji wcześniej wybrał Andrzeja Sokalę, Sejm VIII kadencji podjął uchwałę „w sprawie stwierdzenia braku mocy prawnej” uchwały o wyborze Andrzeja Sokali, a Trybunał Konstytucyjny wyrokiem z 3 grudnia 2015 orzekł o niezgodności z Konstytucją RP przepisu ustawy dopuszczającego wybór przez Sejm VII kadencji dwóch sędziów w miejsce sędziów kończących kadencje w trakcie Sejmu VIII kadencji). 9 grudnia 2015 prezydent Andrzej Duda odebrał od niej ślubowanie. 12 stycznia 2016 dopuszczona do orzekania przez prezesa TK.
20 grudnia 2016 prezydent Andrzej Duda powierzył jej pełnienie obowiązków prezesa Trybunału Konstytucyjnego, do czasu powołania na to stanowisko następcy Andrzeja Rzeplińskiego. 21 grudnia 2016 została powołana przez prezydenta RP na prezesa Trybunału Konstytucyjnego, przy czym wg konstytucjonalisty Macieja Pacha do powołania jej na prezesa TK nie doszło z uwagi na rażące naruszenia konstytucji i ustawy w procedurze powoływania. Naruszenia te polegały na:
- pominięciu roli wiceprezesa TK przy zwołaniu Zgromadzenia Ogólnego Sędziów TK (ZO) na rzecz nieumocowanego konstytucyjnie "sędziego pełniącego obowiązki prezesa TK"[27];
- wzięciu udziału w głosowaniu nad kandydatami na prezesa TK przez 3 osoby niebędące sędziami TK: Henryka Ciocha, Lecha Morawskiego i Mariusza Muszyńskiego, którzy zostali wybrani na miejsca już zajęte (por. wyroki TK: K 34/15 i K 35/15)[27];
- poparciu kandydatów na prezesa TK nie przez większość sędziów tworzących ZO (przynajmniej ośmiu), co sprzeciwia się art. 194 ust. 2 Konstytucji RP, który nie dopuszcza kandydatów mniejszości[27];
- nieobecności na posiedzeniu ZO Stanisława Rymara, wbrew art. 21 ust. 2 ustawy z dnia 13 grudnia 2016 r. Przepisy wprowadzające ustawę o organizacji i trybie postępowania przed Trybunałem Konstytucyjnym oraz ustawę o statusie sędziów Trybunału Konstytucyjnego (Dz.U. z 2016 r. poz. 2074), zgodnie z którym w posiedzeniu powinni uczestniczyć sędziowie TK, którzy złożyli ślubowanie wobec prezydenta[27];
- braku odrębnego głosowania nad uchwałą o przedstawieniu prezydentowi określonych osób jako kandydatów na prezesa TK, wbrew art. 21 ust. 8 Przepisów wprowadzających[27].

Takie same argumenty z tą samą konkluzją przedstawił zespół ekspertów prawnych przy okazji oceny orzeczenia TK z 22 października 2020 r. zapadłego w sprawie o sygn. K 1/20.
Według opinii wielu prawników, m.in. byłych prezesów TK i rzeczników praw obywatelskich, a także konstytucjonalistów (jak prof. Andrzej Zoll, dr hab. Ryszard Piotrowski, prof. Marek Chmaj, prof. Andrzej Rzepliński, prof. Marek Safjan, prof. Ewa Łętowska czy prof. Bogusław Banaszak), do jej powołania doszło z naruszeniem prawa.
W maju 2017 podjęła decyzję o wycofaniu TK z porozumienia o upowszechnianiu w Polsce orzeczeń Europejskiego Trybunału Praw Człowieka przewidującego tłumaczenie wybranych orzeczeń ETPC na język polski.
W lipcu 2018 orzekający w TK prof. Marek Zubik, prof. Sławomira Wronkowska-Jaśkiewicz, prof. Leon Kieres, prof. Małgorzata Pyziak-Szafnicka, Stanisław Rymar, Piotr Pszczółkowski i prof. Piotr Tuleja zarzucili jej łamanie prawa poprzez arbitralne wyznaczanie składów sędziowskich. Julia Przyłębska w odpowiedzi skierowanej do sędziów odrzuciła zarzuty, stwierdzając, że przyjęte przez nią zasady wyznaczania składów orzekających TK są zgodne z przepisami ustawy o organizacji i trybie postępowania przed Trybunałem Konstytucyjnym z dnia 30 listopada 2016. Żądanie przedstawienia informacji o przyjętych przez nią zasadach wyznaczania składów na przyszłość uznała za pozbawione podstaw prawnych.
Według raportu Fundacji im. Stefana Batorego i Archiwum Osiatyńskiego Julia Przyłębska wielokrotnie złamała prawo, manipulując składami orzekającymi TK w 2017.
22 października 2020 była przewodniczącą składu orzekającego Trybunału Konstytucyjnego, w którym TK wydał wyrok o niezgodności z Konstytucją Rzeczypospolitej Polskiej wykonywania aborcji z powodu ciężkiego i nieodwracalnego upośledzenia płodu albo nieuleczalnej choroby zagrażającej jego życiu. Wyrok Trybunału został negatywnie oceniony pod względem proceduralnym i merytorycznym przez zespół ekspertów pod przewodnictwem prof. Marka Chmaja i doprowadził do licznych protestów przeciwko zmianie przepisów aborcyjnych na ogólnokrajową skalę.
20 grudnia 2022, według części konstytucjonalistów, w tym przedstawicieli Fundacji im. Stefana Batorego, zakończyła się jej 6-letnia kadencja na stanowisku prezesa TK. Opinię tę podzieliło również 6 sędziów Trybunału, którzy zażądali wszczęcia procedury wyboru nowego prezesa, a wiceprezes Mariusz Muszyński wprost określił Przyłębską jako „byłą już prezes TK”. Sama Przyłębska oraz przedstawiciele rządu nie zgodzili się z tą interpretacją, stwierdzając, że obowiązujące w momencie jej powołania przepisy nie określały, ile ma trwać kadencja prezesa TK, w związku z czym należy przyjąć, że skończy się ona z chwilą, gdy przestanie ona być sędzią TK (w grudniu 2024).
29 listopada 2024 Julia Przyłębska zrzekła się funkcji prezesa TK. Od tego dnia, z powodu najdłuższego stażu w Trybunale, była sędzią kierującym pracami TK. Obowiązki w Trybunale Konstytucyjnym zakończyła wraz z końcem swojej dziewięcioletniej kadencji sędziego, w dniu 9 grudnia 2024. 

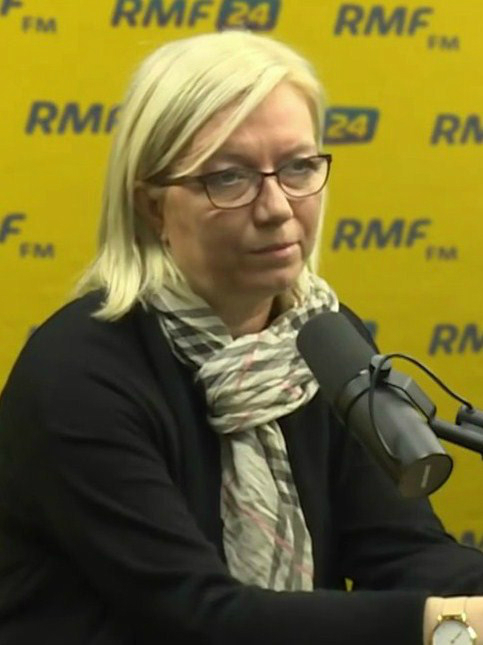
Julia Przyłębska jako gość RMF24

## Życie prywatne
Jest córką notariusza Wolfganga Żmudzińskiego. Jej mężem jest Andrzej Przyłębski, profesor filozofii Uniwersytetu im. Adama Mickiewicza w Poznaniu, według danych IPN w okresie PRL tajny współpracownik SB o pseudonimie „Wolfgang”, w latach 2016–2022 ambasador RP w Niemczech. Małżeństwo ma dwóch synów: Marcina Przyłębskiego (ur. 1980), byłego pracownika Banku Pekao i od 2018 dyrektora w Powszechnym Zakładzie Ubezpieczeń, oraz młodszego o 5 lat Alana Przyłębskiego, który w 2006 kandydował na radnego Rady Miasta Poznania z listy komitetu Ryszarda Grobelnego.

## Odznaczenia i wyróżnienia
- Medal Stowarzyszenia Żydów Kombatantów RP i Poszkodowanych w II Wojnie Światowej[6]
- 2018: „Człowiek Wolności 2017” tygodnika „Sieci”[71].
- 2018: Medal 100-lecia Odzyskania Niepodległości[72].
- 2021: Nagroda im. św. Grzegorza I Wielkiego miesięcznika „Niezależna Gazeta Polska – Nowe Państwo”[73].